# Evangelina (nome)
Evangelina  è un nome proprio di persona italiano femminile.

## Varianti
- Maschili: Evangelino[1][2]

### Varianti in altre lingue
- Catalano: Evangelina[5]
- Francese: Évangéline
- Inglese: Evangeline[6][7], Evangelina[6]
- Polacco: Ewangelina
- Spagnolo: Evangelina[5][6]

## Origine e diffusione
Risale ai termini greci εὐ (eu, "buono") e ἄγγελμα (angelma, "novella", "messaggio"), cioè "buona novella"; il nome può nascere tanto come elaborazione di "Evangelo" o di "evangelista", quanto come forma diminutiva del nome Evangela, tutte parole che derivano dalle già citate radici greche.
In Italia, il nome è accentrato in Emilia-Romagna per la forma femminile, e in provincia di Cagliari per il maschile. La forma inglese appare forse per la prima volta nel poema epico di Henry Wadsworth Evangeline o Un racconto dell'Acadia, e successivamente viene usata da Harriet Beecher Stowe ne La capanna dello zio Tom, dove è il nome completo del personaggio di Eva. Quest'ultima opera ha probabilmente aiutato la diffusione del nome anche in italiano.

## Onomastico
Il nome è adespota, cioè non è portato da alcuna santa, quindi l'onomastico ricorre il 1º novembre in occasione di Ognissanti.

## Persone

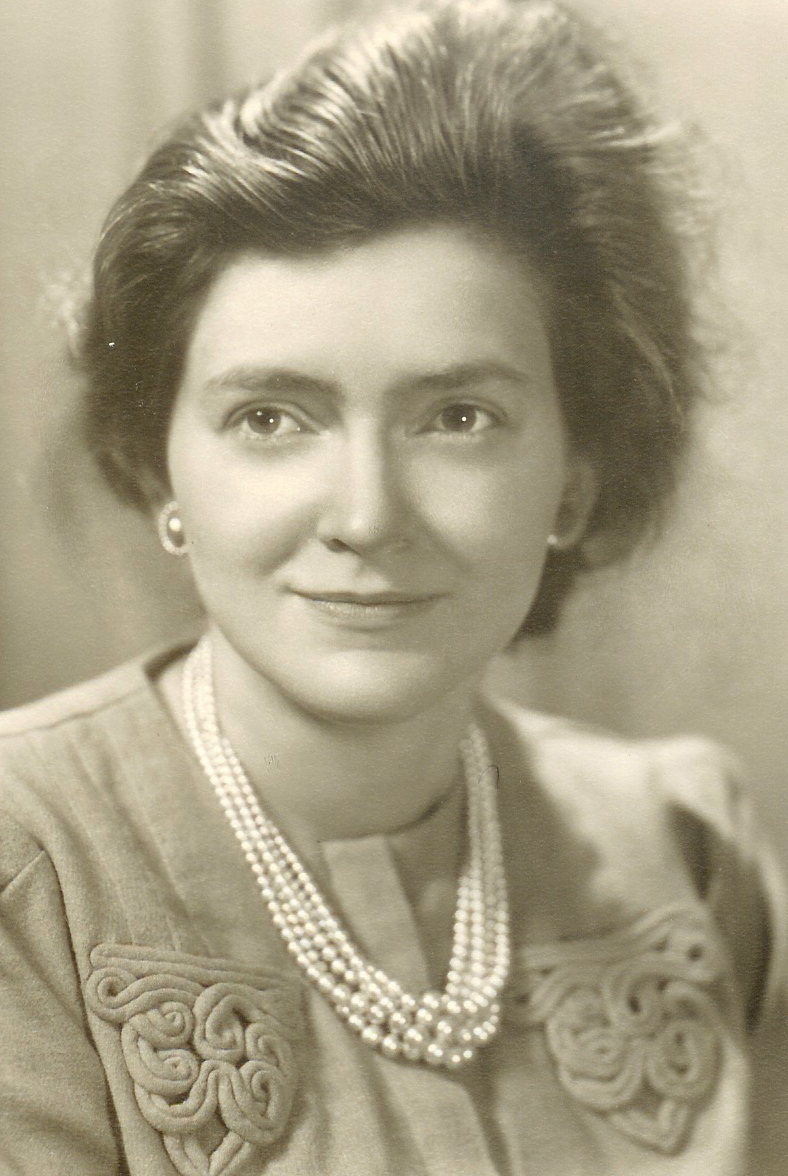
Evangeline Walton

- Evangelina Alciati, pittrice italiana
- Evangelina Bottero, insegnante e divulgatrice scientifica italiana
- Evangelina Sobredo Galanes, vero nome di Cecilia, cantautrice spagnola

### Variante Evangeline
- Evangeline Booth, religiosa britannica
- Evangeline Lilly, attrice canadese
- Evangeline Walton, scrittrice statunitense

## Il nome nelle arti
- Evangelina è un personaggio del romanzo di Harriet Beecher Stowe La capanna dello zio Tom.
- Evangeline Bellefontaine è un personaggio del poema di Henry Wadsworth Evangeline o Un racconto dell'Acadia e del film del 1908 da esso tratto Evangeline.
- Evangeline A.K. McDowell è un personaggio del manga Negima.
- Evangeline Whedon è un personaggio dei fumetti Marvel Comics.